# Jean-Louis Quéreillahc
Jean-Louis Quéreillahc, né le 22 juillet 1921 à Plaisance dans le Gers, ville où il est mort le 25 juillet 2018,, est un écrivain régional français qui se définit comme un « écrivain paysan ». 

## Biographie
Né à Plaisance-du-Gers, Jean-Louis Quéreillahc travaille la terre. Lors de la Seconde Guerre mondiale, il part au Service du travail obligatoire en Allemagne. À son retour, il reprend sa condition de paysan, d'abord fermier du domaine du Couloumé, puis céréalier et éleveur. En 1947, il entre au conseil municipal de Plaisance, où il exercera ses mandats successifs de conseiller, puis de maire et conseiller général, pendant plus de quarante ans. Il tire de ses expériences la matière de livres J'étais STO (France-Empire, 1958), Untel maire (prix Scarron 1962). Par ailleurs, il écrit des romans qui reflètent aussi son vécu de paysan (La Moiss-batt, 1967).
En 1972, il fonde avec Jean Robinet l'Association des écrivains paysans qui regroupe des auteurs du monde rural.

## Œuvres
- Trois sillons de terre rouge, Romagnat, De Borée, coll. « Romans et récits du terroir », 2008, 504 p. (ISBN 978-2-84494-518-1)prix Louis-Malassis 2008.
- Le Meunier sans moulin, Coudray-Macouard, Cheminements, coll. « Gens d'ici », 2006, 141 p. (ISBN 978-2-84478-413-1).
- Paroles de maire : quarante ans élu en Gascogne, Le Coudray-Macouard, Cheminements, coll. « Gens d'ici », 2002, 178 p. (ISBN 2-84478-142-X, lire en ligne)
- Meuniers et moulins au temps jadis  (en collaboration avec Marcel Gouzenne), Paris, France-Empire, coll. « Si 1900 m'était conté », 1987, 174 p. (ISBN 2-7048-0559-8) lire en ligne sur Gallica
- Terre de chimères, France-Empire, 1980
- Rouge est ma terre, France-Empire, 1977
- Le Préfet aux champs, France-Empire, 1973
- La Moiss-batt, France-Empire, 1967
- Un paysan sur la mer.
- Le Secret de la tour d'Armagnac  (ill. André Saramon), Delmas, 1962
- Un tel... maire, France-Empire, 1962 — prix Scarron, 1962.
- J'étais STO, France-Empire, 1958 — réédité en 1990 sous le titre Mémoires de la déportation du travail en Allemagne nazie aux éditions de l'AEP (association des écrivains paysans) puis en 1998 chez Atlantica  (ISBN 2-84394-048-6) ; réédité en 2010 chez De Borée sous le titre Le STO pendant la seconde guerre mondiale (ISBN 978-2-8129-0077-8) [présentation en ligne].